# Heinrich Kühlmann
Die Heinrich Kühlmann GmbH & Co. KG ist ein Hersteller von Feinkostprodukten insbesondere von Salaten. Der Unternehmenssitz befindet sich im Rietberger Vorort Westerwiehe.

## Geschichte
Das Unternehmen wurde 1912 als Landhandel in Westerwiehe gegründet. Der Landwirt Heinrich Kühlmann begann in diesem Jahr, mit Heu und Stroh zu handeln. Dieses wurde an Schlachthöfe im Ruhrgebiet verkauft. Das Sortiment wurde dann um alle Arten von Korn erweitert. Eine eigene Mühle wurde gebaut. Die nächste Sortimentserweiterung waren Kartoffeln, die in großen Mengen per Bahn ins Ruhrgebiet verschickt wurden.
Mitte der 1950er Jahre übernahm der Sohn Ewald Kühlmann das Unternehmen. Ende der 1960er Jahre wurde die Produktion von Pommes frites aufgenommen. Durch den Verkauf von Pommes frites bestanden Geschäftsbeziehungen zu Fachgroßhändlern. Folgerichtig begann man daher im Jahr 1988 mit der Produktion von Feinkostsalaten.
1979 trat Heinrich Kühlmann in das Unternehmen ein. Im Laufe der Jahre wurde die Pommes-Produktion zurückgefahren und schließlich eingestellt. Hintergrund war, dass sich Kartoffeln als Salat rentabler vermarkten lassen als Pommes.
Im Jahr 1990 trat die Ehefrau von Heinrich Kühlmann, Andrea Kühlmann, in die Geschäftsleitung ein. Die Idee wurde geboren, kleine Eimerchen, die die Firma Jokey aus Wipperfürth eigentlich zur Verpackung von Schrauben entwickelt hatte, zur Verpackung von Feinkostsalaten zu verwenden.

## Marktstellung heute
Die Verwaltung, das Innovationszentrum und ein Werk befinden sich noch immer in Westerwiehe. Ein weiteres Werk und das Logistikzentrum befinden sich in Westenholz. Der letzte Produktionsstandort wurde in Dörentrup eröffnet. Mit 648 Mitarbeitern wird ein Umsatz von 250,2 Mio. Euro erwirtschaftet.